# David Howe
David Peter Howe (ur. 1 marca 1982 w Leicesterze) – brytyjski żużlowiec, występujący również na długim torze i na trawie.

## Życiorys
Howe rozpoczynał karierę w wieku 15 lat, choć na dobrą sprawę pierwszy kontakt z motocyklem miał już w wieku 9 lat, kiedy jego ojciec Ted zabrał go na tor żużlowy w Milton Keynes. Oficjalnie na początek przygoda Brytyjczyka z „czarnym sportem” datuje się 31 marca 1997 roku, kiedy miał 15 lat i podpisał kontrakt z Peterborough Panthers w Conference League, trzeciej i najniższej klasie rozgrywkowej. Dotychczasowo wystąpił w trzech rundach Grand Prix, otrzymując dziką kartę w Grand Prix Wielkiej Brytanii i Słowenii w 2003 roku, gdzie zastąpił Bjarne Pedersena. Przed dwoma laty ponownie wystartował w Grand Prix Wielkiej Brytanii, nagrodzony tym samym za wicemistrzostwo w Mistrzostwach Anglii. Do największych indywidualnych sukcesów zawodnika należy Mistrzostwo Wielkiej Brytanii do lat 21 i trzecia lokata w zmaganiach najlepszych żużlowców świata do lat 21.

## Przynależność klubowa
Wielka Brytania
- Peterborough (1997)
- King’s Lynn Stars (1998)
- Peterborough (1999–2001)
- Wolverhampton (2002–2005)
- Oxford Cheetahs (2006)
- Wolverhampton (2007–2008)
- Scunthorpe Scorpions (2009)

Szwecja
- Filbyterna Linköping (2000)
- Örnarna Mariestad (2001–2002)
- Smederna Eskilstuna (2003–2006)
- Örnarna Mariestad (2007–)

Polska
- Unia Tarnów (2002–2003)
- Kolejarz Rawicz (2005)
- Unia Leszno (2006)
- Start Gniezno (2007)
- GTŻ Grudziądz (2008)
- KMŻ RedStar Lublin (2009)

## Sukcesy
- Mistrz Wielkiej Brytanii do lat 21 (2000)
- Trzecie miejsce podczas Mistrzostw Świata do lat 21 (2002)

## Starty w Grand Prix
| Klasyfikacja końcowa: | Klasyfikacja końcowa: | 27   | 8    | numer stały (30) | numer stały (30) |
| Lp.                   | Grand Prix            | Msc. | Pkt. | Biegi            | Nr start         |
| 3 /9                  | GP Wielkiej Brytanii  | 22   | 3    | (1,1)            | 23               |
| 5 /9                  | GP Słowenii           | 14   | 6    | (2,0,2,1,1)      | 30               |

| Klasyfikacja końcowa: | Klasyfikacja końcowa: | 22   | 4    | numer stały (16) | numer stały (16) |
| Lp.                   | Grand Prix            | Msc. | Pkt. | Biegi            | Nr start         |
| 5 /11                 | GP Wielkiej Brytanii  | 14   | 4    | (0,2,0,1,1)      | 3                |

|  | stały uczestnik cyklu                                           |
|  | dzika karta, rezerwa toru lub rezerwowy                         |
|  | zawodnik niesklasyfikowany (rezerwa toru bez startu w zawodach) |